# Giovanni Tristano
Giovanni Tristano, född 1515 i Ferrara, död 11 augusti 1575 i Rom, var en italiensk arkitekt. Han var Jesuitordens officielle arkitekt från år 1558 till sin död.

## Biografi
Giovanni Tristanos första dokumenterade arkitektoniska arbete härstammar från 1540-talet, då han utförde byggnadsarbeten på Palazzo d'Este i Ferrara. År 1555 inträdde Tristano i Jesuitorden; han var mellan 1558 och 1575 ordens officielle arkitekt med titeln ”consiliarius aedificiorum”.
Tristano anlände till Rom i maj 1556 och fick i uppdrag att leda renoveringen av ordenshuset vid den lilla kyrkan Santa Maria della Strada. Därtill ritade han ordenshuset i Amelia samt ledde år 1558 uppförandet av kyrkan Gesù Vecchio i Neapel. Tristano kallades år 1560 åter till Rom, där han bland annat ritade kyrkan Santissima Annunziata för Jesuitordens kollegium. År 1562 uppdrog kardinal Fulvio Giulio della Corgna åt Tristano att rita kyrkan Il Gesù i Perugia.
I mitten av 1560-talet ritade Tristano ett ordenshus i Catanzaro, men detta kom aldrig att uppföras. På Sicilien ritade han ordenskollegiet i Messina samt ordens kyrka San Sebastiano i Bivona. Därutöver fick han i uppdrag att rita kyrkan Il Gesù i Palermo; av Tristanos arkitektoniska bidrag återstår i dag dock praktiskt taget ingenting. Tristano deltog även i uppförandet av den första novitiatsbyggnaden vid Sant'Andrea al Quirinale.
Tristano hade med tiden skaffat sig en bred erfarenhet av att uppföra jesuitkyrkor och det var meningen att han även skulle leda uppförandet av Jesuitordens moderkyrka i Rom – Il Gesù. Kardinal Alessandro Farnese övertog år 1554 finansieringen av kyrkobygget, men han förordade Vignola som chefsarkitekt; Tristano fick dock en övervakande funktion, i synnerhet beträffande kyrkobyggnadens fundament.
Ett av Tristanos sista arkitektoniska projekt var kyrkan Il Gesù i Como med ett enda skepp och tre sidokapell på var sida.

## Bilder
| - Kyrkan Il Gesù i Perugia. - Kyrkan San Sebastiano i Bivona. - Kyrkan Il Gesù i Rom. - Kyrkan Il Gesù i Como. |

### Webbkällor
- Garofalo, Emanuela (2019). ”TRISTANO, Giovanni” (på italienska). Dizionario Biografico degli Italiani – Volume 96. Treccani. Arkiverad från originalet den 9 december 2021. https://archive.md/BSbj8. Läst 9 december 2021.